# Jacques de Milly

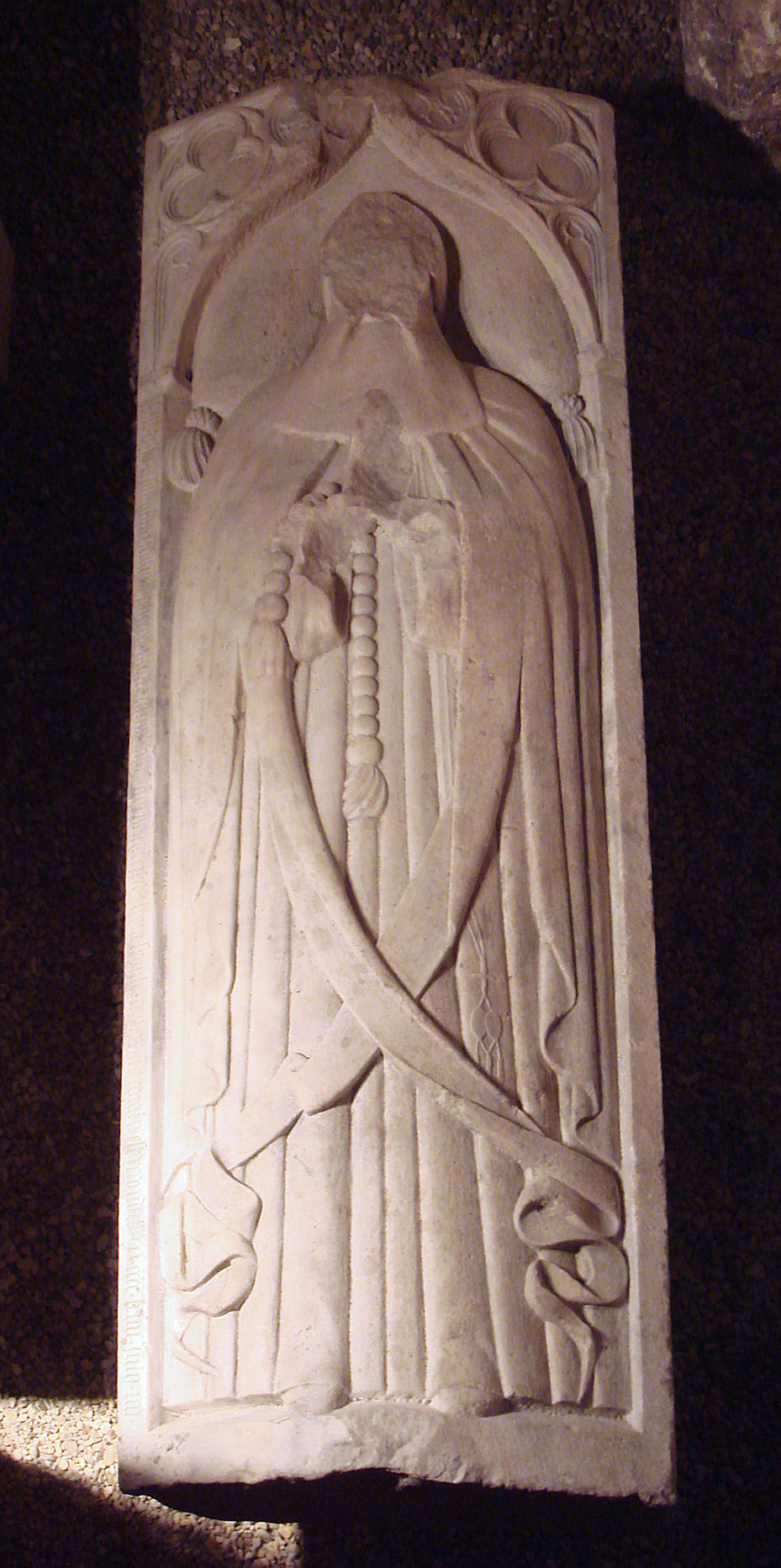
Grobowiec Jacques'a de Milly. Muzeum Musée de Cluny, Paryż.

Jacques de Milly (zm. 17 sierpnia 1461 w Rodos) — 37 wielki mistrz joannitów od 1454 do 1461.